# Palazzetto Avila

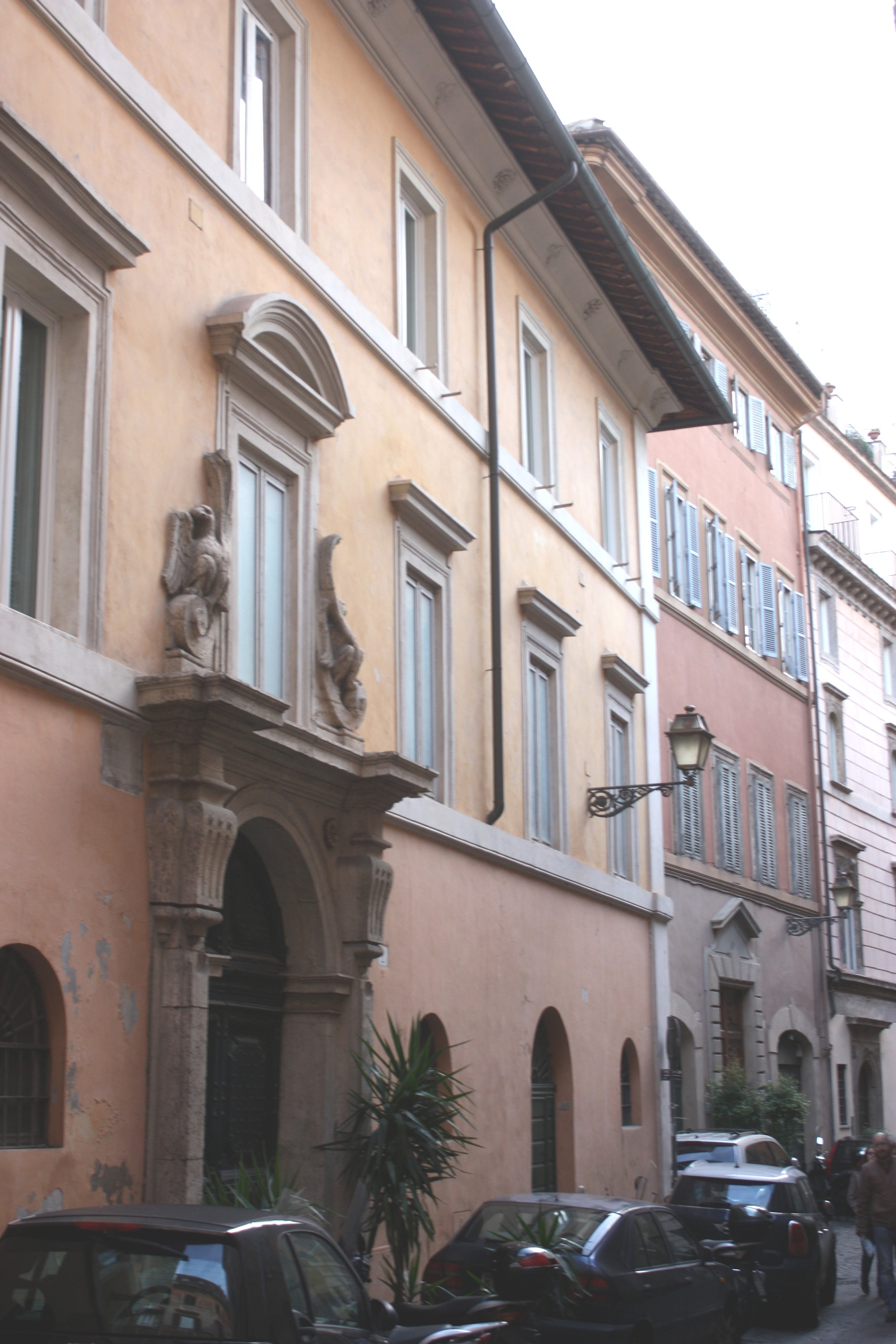
Vista da fachada na Via di Monte Giordano.

Palazzetto Avila é um palacete localizado no número 2 da Via di Monte Giordano, no rione Ponte de Roma, entre o Vicolo delle Vacche e o Vicolo del Fico.

## História
O palácio foi construído na segunda metade do século XVII pela família Ávila, de ricos comerciantes espanhóis presentes em Roma desde o século anterior, e extinta no final do mesmo século, quando se fundiu à casa dos Altoviti. O edifício se abre no piso térreo num portal barroco com os símbolos heráldicos dos Ávila: uma águia com um ramo de palmeira na garra esquerda. Flanqueando-o estão duas portas de serviço e  quatro janelas arqueadas. A fachada longa é constituída por dois pisos de sete janelas cada um e separados por duas cornijas marcapiano: no primeiro piso, as janelas são arquitravadas, mas a central, acima do portal, conta ainda com um tímpano curvo; no segundo piso, as janelas contam apenas com uma moldura simples. Coroando a fachada está um beiral convexo decorado por conchas, rosas e águias. Neste palácio nasceu, em 1830, o poeta dramático Pietro Cossa.
Em 1680, a família encomendou uma capela familiar em Santa Maria in Trastevere a Antonio Gherardi.